# لفظ مناسبة
لفظ المناسبة أو الصيغة ذات المناسبة الواحدة أو الفريدة (جمع: الفرائد) هو كل لفظ مولد صيغ في حال خاص ومن أجل حالة معينة. وقد يؤول هذا اللفظ إلى الاندثار بعده، وهذا هو الغالب، وإلى بقائها مستعملة. وذلك كما في قول «برمائي» التي ابتدعها سلامة موسى ثم شاع استعمالها فيما بعد.

## حواش
1. ↑  بالألمانية Gelegenheitsbildung وOkkasionalismus وAd-hoc-Bildung وAugenblicksbildung
2. 1 2  مجدي وهبة؛ كامل المهندس (1984)، معجم المصطلحات العربية في اللغة والأدب (ط. 2)، بيروت: مكتبة لبنان ناشرون، ص. 229، OCLC:14998502، QID:Q114811596
3. ↑  مجدي وهبة؛ كامل المهندس (1984)، معجم المصطلحات العربية في اللغة والأدب (ط. 2)، بيروت: مكتبة لبنان ناشرون، ص. 271، OCLC:14998502، QID:Q114811596